# Dejan Milosavljev
Dejan Milosavljev (serbisch-kyrillisch Дејан Милосављев, * 16. März  1996 in Pančevo, Republik Serbien, BR Jugoslawien) ist ein serbischer Handballspieler. Seit der Saison 2019/20 spielt er für die Füchse Berlin.

## Karriere
Mit RK Vardar Skopje gewann er 2019 die nordmazedonische Meisterschaft, die SEHA-Liga und die Champions League. Zudem wurde er in das All Star Team der Champions League 2019 gewählt. Zur Saison 2019/20 wechselte er zum deutschen Bundesligisten Füchse Berlin. Mit den Füchsen gewann er die EHF European League 2022/23.  Den DHB-Supercup 2024 konnte er mit den Füchsen mit 32:30 gegen den SC Magdeburg gewinnen. In der Saison 2024/25 gewann er mit den Füchsen den ersten Meistertitel der Vereinsgeschichte. In der EHF Champions League 2024/25 erreichte er mit den Füchsen das Endspiel, in dem man dem SC Magdeburg mit 26:32 unterlag.
Mit der serbischen Nationalmannschaft nahm Milosavljev an der Weltmeisterschaft 2019 teil, wo das Team den 18. Platz belegte. Er stand im vorläufigen Aufgebot für die Europameisterschaft 2022.

## Bundesligabilanz
| Saison  | Verein        | Spielklasse | Spiele | Tore | Assists | % gehalten |
| ------- | ------------- | ----------- | ------ | ---- | ------- | ---------- |
| 2019/20 | Füchse Berlin | Bundesliga  | 14     | 2    | 3       | 35,53      |
| 2020/21 | Füchse Berlin | Bundesliga  | 37     | 3    | 9       | 30,47      |
| 2021/22 | Füchse Berlin | Bundesliga  | 34     | 4    | 18      | 31,48      |
| 2022/23 | Füchse Berlin | Bundesliga  | 29     | 1    | 5       | 27,99      |
| 2023/24 | Füchse Berlin | Bundesliga  | 34     | 3    | 14      | 30,36      |
| 2024/25 | Füchse Berlin | Bundesliga  | 33     | 2    | 8       | 29,78      |
| 2019–   | gesamt        | Bundesliga  | 181    | 15   | 57      | 30,94      |